# Лучиця
Лучи́ця — село в Україні, у Звягельському районі Житомирської області. Населення становить 606 осіб.

## Географія
Через село тече річка Случ, у яку впадає річка Перевезня.

## Історія
В 1906 році Лучиці, село Городницької волості Новоград-Волинського повіту Волинської губернії. Відстань від повітового міста 37 верст, від волості 4. Дворів 91, мешканців 362.